# The Old Man Who Read Love Stories
The Old Man Who Read Love Stories é um filme australiano dirigido por Rolf de Heer e lançado em 2001. Foi baseado no livro homônimo de Luis Sepulveda.